# 大阪警察病院看護専門学校
大阪警察病院看護専門学校（おおさかけいさつびょういんかんごせんもんがっこう）は、一般財団法人大阪府警察協会が運営する大阪市阿倍野区にある専修学校。大阪警察病院を母体とする。

## 沿革
- 1937年（昭和12年）10月 大阪警察病院付属看護婦養成所が病院内に開校
- 1953年（昭和28年）4月 大阪警察病院付属准看護婦養成所として再発足
- 1956年（昭和31年）4月 大阪警察病院付属准看護学院に改称
- 1969年（昭和44年）4月 大阪警察病院付属高等看護学院として発足
- 1986年（昭和61年）4月 大阪警察病院付属看護専門学校として発足（学校教育上の専修学校の認可）
- 1987年（昭和62年）9月 新病院の建設に伴い仮校舎に移転
- 1998年（平成10年）3月 仮校舎から現在の校舎に移転
- 1998年（平成10年）4月 大阪警察病院看護専門学校3年課程として発足

## 所在地
- 〒545-0053 大阪府大阪市阿倍野区松崎町1-2-33

最寄り駅は、JR西日本・Osaka Metroの「天王寺駅」、阪堺電気軌道上町線の「天王寺駅前」、近鉄南大阪線の「大阪阿部野橋駅」。